# Tchoïa
Tchoïa (en russe : Чоя) est un village du nord de la république de l'Altaï, dans la fédération de Russie, et le chef-lieu du raïon du même nom et de la commune rurale du même nom (qui comprend outre Tchoïa quatre autres villages).

## Géographie
Tchoïa est situé au bord de la rivière Icha (affluent droit du Katoun) et dominé par le mont Boulanak et le mont Koutchouk qui culminent entre 500 et 600 mètres d'altitude.

## Histoire
Tchoïa a été fondé comme colonie de paysans russes en 1876. Comme le village se trouve sur la route de Biïsk, il devient rapidement un marché et un lieu de commerce et accueille au début du XXe siècle une cinquantaine de familles de paysans venus des gouvernements de Tobolsk, de Tomsk, ou de Perm et même de Saratov et de Koursk.
Tchoïa a été relié au téléphone dans les années 1950.

## Éducation
Tchoïa possède un établissement d'enseignement général de 400 élèves, un jardin d'enfant de 110 élèves, une école de musique, une école artistique, une maison de la culture, etc.

## Transport
Tchoïa est relié par 2 routes, la 84K-15 vers Gorno-Altaïsk et Verkh-Biysk ainsi que la 84K-126 vers Syoïka et Ynyrga.